# 元井康平
元井 康平（もとい こうへい）は、日本の役者・ダンサー・オーガナイザー。富山県小矢部市生まれ。アドバンス社所属。

## 来歴
富山県小矢部市で生まれ愛知県で育つ。2009年名古屋外国語大学現代国際学部国際ビジネス学科卒業。
学生時代にやっていたよさこいの繋がりで名古屋西川流の家元から武将隊の世界への勧誘を受け、2011年にはグレート家康公「葵」武将隊の初期メンバー、2015年には徳川家康と服部半蔵忍者隊初期メンバーと武将隊の創設に2度も関わっている。
2017年から2020年まで、父の出身地であり自身の生まれ故郷である小矢部市で地域おこし協力隊として地元特産品をPRしており、任期満了後も富山・名古屋の二拠点生活を続けて小矢部市でイベント企画・運営をしている。

## 出演

### 映画
- ENOLA（コウセ役）[8]

### 舞台
- 劇団創芝社『深川安楽亭 』（小出新之助役）
- 劇団ハラプロジェクト『ひかりごけ』
- 劇団ハラプロジェクト スーパーコミック歌舞伎『勧進帳 』（冨樫左衛門役）
- 劇団ハラプロジェクト『ハラ版四谷怪談』（伊右衛門役）
- 劇団room16　ライブハウスTokuzo『too fast to live,too fast to die』(夫役）
- あいちトリエンナーレ舞台公募プログラム『沈澱タイ』（先生・記者役）
- 『ダークマスター 2019 TOYAMA 』（青年の友人役）[9]
- 演人全開血が滾ってきたぜ！第22回公演『BUMP!』（ホテルマン伊藤 役）

### テレビ
- 「週刊激スポ!!」（キャスター）[10]

### ラジオ
- KNBラジオ 西村まさ彦とつくるラジオドラマ 『65ってなんですか』（主役 笹岡 役）

### 武将隊
- グレート家康公「葵」武将隊・服部半蔵正成
- 清洲城おもてなし紙芝居・甲兵
- 徳川家康と服部半蔵忍者隊・助乃心